# David Whitaker
David Haddon Whitaker OBE (6 tháng 3 năm 1931 - 4 tháng 8 năm 2021) là một nhà xuất bản sách người Anh, hậu duệ trực tiếp của Joseph Whitaker, ông tham gia vào công ty gia đình J. Whitaker & Sons, vào năm 1956. Whitaker tham gia vào việc phát triển Mã số tiêu chuẩn cho sách (SBN), tiền thân của ISBN, vào những năm 1960. Công ty của Whitaker có vị trí thuận lợi để thúc đẩy tiêu chuẩn này vì công ty ông là nơi đã xuất bản hồ sơ của tất cả các cuốn sách được xuất bản tại Vương quốc Anh. Mã số tiêu chuẩn SBN được mở rộng ra quốc tế từ năm 1968 và Whitaker, người đôi khi được gọi là "cha đẻ của ISBN", đã đóng một vai trò quan trọng trong việc này. Ông là người chủ trì nhóm công tác đầu tiên của Tổ chức tiêu chuẩn hóa Quốc tế (ISO) về ISBN và giúp soạn thảo tiêu chuẩn ISO 2108.

## Tiểu sử

### Sự nghiệp ban đầu
David Haddon Whitaker tham gia công ty gia đình J. Whitaker & Sons, một nhà xuất bản nổi tiếng với tạp chí The Bookseller, bộ sách tham khảo Whitaker's Almanack và các danh mục sách sắp được xuất bản ở Vương quốc Anh. Công ty của ông cũng là nhà cung cấp chính các thông tin kinh doanh và dữ liệu thư mục cho ngành công nghiệp sách của Anh. Khi Whitaker gia nhập công ty, cha anh, Haddon Whitaker, vẫn đang là người điều hành. Joseph Whitaker là thế hệ thứ tư của gia đình Whitaker tham gia vào công ty.

### Vai trò trong việc phổ biến ISBN

Một mã ISBN và mã vạch tương ứng của nó

Whitaker đôi khi được gọi là "cha đẻ của ISBN" (Mã số sách chuẩn quốc tế) vì vai trò của ông trong việc phát triển và phổ biến hệ thống ấn định nhận dạng số cho sách. Trước khi có các mã số nhận dạng này, người ta rất khó để theo dõi các ấn bản sách riêng lẻ. Whitaker nhớ lại "chúng tôi đã cố gắng giải quyết các vấn đề liên quan đến việc chuyển một đơn đặt hàng sách. Ví dụ: giả sử bạn đang tìm kiếm một ấn bản cụ thể của cuốn Black Beauty. Trước đó, bạn sẽ phải xem qua 125 ký tự chữ và số trước khi có thể xác định chính xác phiên bản duy nhất mà bạn muốn".
Chất xúc tác cho sự phát triển của Mã số sách chuẩn (SBN) là việc hệ thống bán lẻ sách lớn WHSmith thành lập một cơ sở kho hàng đã được vi tính hóa. Giáo sư Gordon Foster của Trường Kinh tế London được giao nhiệm vụ phát minh ra một hệ thống đánh số sách, hệ thống này đã trở thành SBN. Whitaker đề xuất công ty của ông gắn mã số này vào danh mục sách của họ để làm cho SBN "giống như tên tác giả và tên sách". Mã số SBN được giới thiệu vào năm 1967, J. Whitaker & Sons trở thành cơ quan phụ trách SBN đầu tiên trên thế giới chịu trách nhiệm phát hành các mã số này. Whitaker nói rằng công ty của ông là công ty duy nhất có thể đưa ra cách đánh số sách tiêu chuẩn thông qua việc xuất bản hồ sơ của tất cả các cuốn sách ở Anh và danh mục những cuốn sách sẽ ra mắt trong vòng sáu tháng tới.
Ban đầu, Whitaker nhận được một số phản đối đối với hệ thống, bao gồm cả từ Macmillan Publishers, một nhà sản xuất sách giáo khoa giáo dục lớn. Cuối cùng Whitaker cùng với Hiệp hội các nhà xuất bản và Đại hội đồng Luân Đôn (Greater London Council) - khách hàng lớn nhất của Macmillan - đã phải viết thư cho họ thuyết phục để hệ thống được thông qua. Whitaker cùng với đồng nghiệp James Coates đã sản xuất một cuốn sổ tay 12 trang về hệ thống SBN và gửi miễn phí cho mọi nhà xuất bản ở Anh. Tất cả các cuốn sách của Anh đều đã nhận được mã số SBN vào cuối năm 1967.
Hệ thống này trở thành hệ thống quốc tế vào năm 1968 khi lần đầu tiên được triển khai ở Mỹ và sau đó lan rộng ra các nước khác. Nó đã được đăng ký với Tổ chức Tiêu chuẩn hóa Quốc tế (ISO) và Whitaker trở thành trưởng nhóm công tác ISO đầu tiên về ISBN. Ông đã giúp biên soạn thảo tiêu chuẩn cho hệ thống ISBN (ISO 2108) tại các cuộc họp ở Berlin. Whitaker tuyên bố rằng, việc áp dụng được các tiêu chuẩn này vào năm 1972 - trong vòng một năm từ khi bắt đầu xây dựng - là thời gian ngắn nhất đối với bất kỳ tiêu chuẩn ISO nào. Whitaker đã đóng một vai trò quan trọng trong việc thuyết phục các quốc gia khác chấp nhận ISBN và Cơ quan ISBN Quốc tế (IIA) coi ông là "nhân tố quan trọng đối với sự thành công và phổ biến của ISBN trên toàn bộ chuỗi cung ứng sách của thế giới". Whitaker từng nhiều năm làm chủ tịch trong các cuộc họp thường niên của IIA, điều hướng cơ quan vượt qua các tranh chấp chính trị tại thời điểm phát triển mở rộng cơ quan ISBN ở các quốc gia. Sự ra đời của ISBN đã ảnh hưởng lớn đến ngành xuất bản, cho phép áp dụng mã vạch sách, đặt hàng điện tử và tổng hợp dữ liệu bán hàng hiệu quả hơn.

### Cuộc đời sau này
Từ năm 1977 đến năm 1979, Whitaker là biên tập viên của tạp chí The Bookseller. Ông được chú ý vì đã áp dụng chính sách khuyến khích phụ nữ làm kinh doanh, vốn lúc đó đàn ông da trắng đang thống trị, thông qua những câu chuyện được đăng tải. Đầu những năm 1980, ông đã bảo vệ thành công và đã thắng kiện trước một cáo buộc bôi nhọ do ông trùm truyền thông Robert Maxwell đưa ra. Whitaker cho biết ba năm làm biên tập viên tại The Bookseller là "những năm tuyệt vời nhất và hạnh phúc nhất trong cuộc đời làm việc của tôi. Ngày duy nhất tôi buồn là ngày tôi được thăng chức".
Whitaker sau đó trở thành giám đốc điều hành và sau đó là chủ tịch của J. Whitaker & Sons. Tại công ty, ông đã cải thiện mức độ bao phủ của số liệu bán sách phù hợp với mong muốn của ngành công nghiệp về chi tiết số lượng sách đã được bán cho công chúng. Trước đây, các công ty chỉ biết họ đã bán được bao nhiêu cuốn cho những người bán sách và không biết sau đó họ đã thực sự bán được bao nhiêu trong các cửa hàng, họ thường bị sốc khi nhận được số lượng sách không bán được khi bị trả lại. Whitaker cũng đã phát triển hệ thống Đặt hàng qua điện thoại (TeleOrdering) được các nhà bán sách sử dụng rộng rãi để đặt hàng các sản phẩm trong những năm 1980 và 1990, trước khi hình thức đặt hàng qua internet được phổ biến rộng rãi. Whitaker được trao tặng Huân chương Đế quốc Anh trong lễ vinh danh Birthday Honours 1991. Sau một số bất đồng, Whitaker nghỉ việc tại công ty gia đình vào năm 1997 và để con trai mình, Martin, kế nhiệm làm chủ tịch. Công ty được bán cho công ty Hà Lan Verenigde Nederlandse Uitgeverijen vào năm 1999.
Các hoạt động bên ngoài công ty, Whitaker là người đã vận động chống lại đề xuất áp dụng thuế giá trị gia tăng đối với sách và ủng hộ Bản quyền cho thuê sách (Public Lending Right). Ông cũng giúp thành lập cơ quan tiêu chuẩn thương mại Editeur và tổ chức chuỗi cung ứng Truyền thông ngành sách (Book Industry Communication). Whitaker cũng hỗ trợ các tổ chức The Book Society và Books in Print, chuyên xuất bản các ấn phẩm thông tin về sách.
Whitaker đã kết hôn với Maggie van Reenen. Ông qua đời trong giấc ngủ vào ngày 4 tháng 8 năm 2021. Tang lễ của ông được tổ chức vào ngày 17 tháng 9 năm 2021 tại St Paul's, Covent Garden, nơi cha mẹ ông đã kết hôn. Lễ tưởng niệm ông được tổ chức tại Câu lạc bộ Garrick.